# Кова-да-Пиедади
Кова-да-Пиедади (порт. Cova da Piedade) — район (фрегезия) в Португалии, входит в округ Сетубал. Является составной частью муниципалитета Алмада. Находится в составе крупной городской агломерации Большой Лиссабон. По старому административному делению входил в провинцию Эштремадура. Входит в экономико-статистический субрегион Полуостров Сетубал, который входит в Лиссабонский регион. Население составляет 21 154 человека на 2001 год. Занимает площадь 1,28 км².
Покровителем района считается Дева Мария (порт. Nossa Senhora das Dores).

## История
Район основан в 1928 году.